# Zar Ivan Shishman
Tzar Ivan Shishman (en búlgaro: Цар Иван Шишман) es una película dramático-histórica búlgara, estrenada en 1969.

## Argumento
A finales del siglo XIV, el reino de Bulgaria declina cuando castillos, ciudades y provincias enteras caen ante los conquistadores turcos. El rey Iván Alejandro ha dividido su reino entre sus dos hijos. El mayor de ellos, Iván Sracimir, ha estado en conflicto con su medio hermano Iván Shishman por territorios. Al quedarse solo, Iván Shishman está condenado a enfrentarse a una sucesión de humillaciones, complots y derrotas. Se ve obligado a aceptar la condición de vasallo otomano y regalar a su hermana Mara como esposa al sultán Murad. Sin embargo, esto no va a salvar el reino. En 1393, los invasores atacan su capital. Después de un asedio de tres meses, los defensores ya no pueden resistir al enemigo. Antes de morir, el rey cautivo bebe una por el dolor de ver a su país esclavizado.

## Reparto
- Stefan Getsov: Zar Iván Shishman
- Vancha Doycheva: María Desislava
- Ruzha Delcheva: Sarah Teodora
- Nikolay Doychev: Raksin
- Lyubomir Kiselichki: Miroslav
- Bogomil Simeonov: Filip
- Mikhail Mikhajlov: Patriarca Eutimio
- Emil Stefanov: Svetoslav
- Georgi Radanov: Ahmed pasha
- Ivan Raev: Iván Sracimir
- Peter Vasilev: Constantino Dejan
- Ivan Hadzhirachev: Ivanko de Dobruja
- Anya Pencheva: Zarína María
- Sava Hashamov
- Gancho Ganchev